# 17-й меридіан західної довготи
17-й меридіан західної довготи — лінія довготи, що лежить на 17 градусів західніше Гринвіцького меридіана. Вона проходить від Північного полюса через Північний Льодовитий океан, Гренландію, Ісландію, Атлантичний океан, Африку, Південний океан та Антарктиду до Південного полюса.
17-й меридіан західної довготи формує велике коло разом із 163-тим меридіаном східної довготи.

## Список географічних об'єктів, що перетинає 17° зх. д.
Починаючи на Північному полюсі та рухаючись до Південного полюса, 17-й меридіан західної довготи проходить через:
| Координати                                                 | Країна, територія або море | Примітки                                                                                                |
| ---------------------------------------------------------- | -------------------------- | --- |
| 90°0′ пн. ш. 17°0′ зх. д. / 90.000° пн. ш. 17.000° зх. д.  | Північний Льодовитий океан | |
| 81°28′ пн. ш. 17°0′ зх. д. / 81.467° пн. ш. 17.000° зх. д. | Гренландія                 | |
| 80°10′ пн. ш. 17°0′ зх. д. / 80.167° пн. ш. 17.000° зх. д. | Атлантичний океан          | Гренландське море — проходить східніше острова Шеннон, Гренландія                                       |
| 66°12′ пн. ш. 17°0′ зх. д. / 66.200° пн. ш. 17.000° зх. д. | Ісландія                   | |
| 63°47′ пн. ш. 17°0′ зх. д. / 63.783° пн. ш. 17.000° зх. д. | Атлантичний океан          | |
| 32°49′ пн. ш. 17°0′ зх. д. / 32.817° пн. ш. 17.000° зх. д. | Португалія                 | Проходить через острів Мадейра                                                                          |
| 32°39′ пн. ш. 17°0′ зх. д. / 32.650° пн. ш. 17.000° зх. д. | Атлантичний океан          | Проходить західніше острова Тенерифе, Іспанія Проходить східніше острова Ла-Гомера, Іспанія             |
| 21°28′ пн. ш. 17°0′ зх. д. / 21.467° пн. ш. 17.000° зх. д. | Західна Сахара             | Проходить через півострів Рас-Нуадібу — претендує Марокко та Сахарська Арабська Демократична Республіка |
| 21°7′ пн. ш. 17°0′ зх. д. / 21.117° пн. ш. 17.000° зх. д.  | Мавританія                 | Проходить через півострів Рас-Нуадібу                                                                   |
| 21°3′ пн. ш. 17°0′ зх. д. / 21.050° пн. ш. 17.000° зх. д.  | Атлантичний океан          | |
| 15°4′ пн. ш. 17°0′ зх. д. / 15.067° пн. ш. 17.000° зх. д.  | Сенегал                    | |
| 14°25′ пн. ш. 17°0′ зх. д. / 14.417° пн. ш. 17.000° зх. д. | Атлантичний океан          | |
| 60°0′ пд. ш. 17°0′ зх. д. / 60.000° пд. ш. 17.000° зх. д.  | Південний океан            | |
| 72°33′ пд. ш. 17°0′ зх. д. / 72.550° пд. ш. 17.000° зх. д. | Антарктида                 | Проходить через Землю Королеви Мод (претендує Норвегія)                                                 |